# Goniopora
Goniopora ist eine Gattung der Steinkorallen in der Familie Poritidae. Nach World Register of Marine Species (WoRMS) sind 37 Arten beschrieben.

## Merkmale
Die fleischigen, auffallend langen Polypen von Goniopora haben 24 Tentakel. Die Koralliten haben dicke, jedoch poröse Wände. Die Kelche sind mit dichten Septen und einer Collumella (Kalksäule, an die alle Septen stoßen) gefüllt. Die Septen sind in drei Zyklen angeordnet. Die Wuchsform ist gewöhnlich massiv oder säulenartig, sie kann aber auch krustenartig sein.
Goniopora sind überwiegend cremefarben, hellbraun oder grau mit teilweise rosafarbenen, violetten, gelben, grünen oder weißen Tentakeln. Die Polypen der verschiedenen Arten unterschieden sich in Form und Farbe, so dass sie unter Wasser bestimmt werden können.

## Verbreitung
Goniopora sind im gesamten Indopazifik, sowohl in tropischen als auch in gemäßigten Regionen verbreitet.

## Lebensweise
Goniopora leben in einer symbiotischen Beziehung mit Zooxanthellen. Die Polypen sind normalerweise am Tag und bei Nacht ausgestreckt. Goniopora Arten nutzen ihre langen Polypen um das von ihnen besiedelte Substrat gegen benachbarte, konkurrierende Arte abzugrenzen.

## Forschungsgeschichte
Die Gattung wurde 1930 von de Blainville erstellt, als Typusart gab er Goniopora pedunculata an. Goniopora pedunculata wurde von den Schiffsärzten und Zoologen Quoy und Gaimard während ihrer Reise auf dem Expeditionsschiff Astrolabe von 1826 bis 1829 gesammelt und 1833 von ihnen gültig erstbeschrieben. De Blainville vermerkte dazu: „Diese Gattung wurde von Quoy und Gaimard gegründet. Auf den ersten Blick ähnelte die Art einer Astrea, so dass diese Naturforscher fast dazu neigten sie als Astrea pedunculata zu bezeichnen. Sie erkannten jedoch, dass es sich um eine eigene Gattung handelt die Astrea zwar ähnlich ist, sich allerdings dennoch von ihr unterscheidet, vor allem durch die Form des Tieres.“ Die erwähne, ähnliche Art Astrea calicularis Lamarck, 1816 ist heute als Goniopora calicularis (Lamarck, 1816) anerkannt.